# Estádio Eustáquio Marques
Estádio Eustáquio Marques foi um estádio de futebol do município do Rio de Janeiro.

## História
Localizava-se na Rua André Rocha, bairro de Curicica, na Zona Oeste do Rio de Janeiro, o estádio já abrigou diversas equipes da região, como o Internacional de Jacarepaguá, o Universal e o Estácio de Sá, hoje chamado de Imperial, da cidade de Petrópolis. Em 2009, foi arrendado pelo Esporte Clube Marinho para a disputa das competições estaduais. Como o Marinho ficou inativo em 2012, o estádio foi usado pelo Barra da Tijuca e pelo Villa Rio durante o Campeonato Carioca da Série C.
Foi demolido em 2015 para a passagem da Transolímpica, via expressa que vai ligar o Recreio a Deodoro, via expressa que está nos planos para os Jogos Olímpicos de 2016.

## Aparição na TV
Ainda em 2012, por ser localizado próximo ao Projac, o estádio foi cenário da novela Avenida Brasil, da Rede Globo de Televisão. No estádio, o time fictício Divino Futebol Clube treinava e mandava seus jogos. Por este motivo, o estádio ficou conhecido com o Estádio do Divino.